# Moodboard
Das Moodboard (engl. mood „Stimmung“, board „Tafel“) ist ein oft
genutztes Arbeits- und Präsentationsmittel in Kommunikations- und Designberufen. Im Laufe eines Projektes unterstützt es die Entwicklung, die Vermittlung, ggf. den Verkauf und schließlich als Referenz die konzeptgetreue Umsetzung visueller oder visuell darstellbarer Ideen.

## Inhalt
Traditionell ist das Moodboard ein möglichst großer Kartonbogen, auf dem Fotos, Zeichnungen, Materialien, kurze Texte aufgebracht werden. Je nach Zweck kann die Montage variabel oder dauerhaft sein, frei arrangiert oder (seltener) aufwendig layoutet. Neben den konventionell hergestellten Moodboards werden diese immer öfter digital erstellt. Hier sind auch Freistellungen von Objekten möglich und Farbstimmungen lassen sich leicht einstellen. Typische Anwendungen sind beispielsweise:
- In der Filmbranche die Darstellung eines Set Designs (Szenenbildes) oder ganzen Filmdesigns in Skizzen und Fotos.
- In Werbung und Marketing die visuelle Definition einer Kampagnenzielgruppe anhand von Portraits und Alltagskultur.
- Im Grafikdesign der Entwurf einer Fotostilistik etwa für einen Geschäftsbericht.
- Im Modedesign: Emotionen, Kollektionsideen visualisieren und Bilder der Zielgruppe, Farben, Materialien, Stoffe, Kleidung und Accessoires verarbeiten
- Im Bühnen- oder Kostümbild im Bereich der Darstellenden Künste (Theater, Tanz, Musical), vor allem in der Findungsphase und zur Kommunikation und Abstimmung der angestrebten Ästhetik mit dem Regieteam.
- Im Webdesign die Darstellung des Look and Feel von Seiteninhalten und Navigationsmitteln.
- Im Industriedesign die Darstellung der durch Farben, Formen, Materialien geprägten Atmosphäre eines Produktes.
- Im User-Interface-Design macht das Moodboard die Elemente eines User Interface erfahrbar, klärt Zusammenhänge zwischen verschiedenen Elementen und lässt dabei Raum für die Vorstellungskraft und neue Ideen, die problemlos hinzugefügt, entfernt bzw. neu angeordnet werden können.
- In der Architektur stellt das Moodboard zukünftige Eindrücke vom Bauwerk für Außen und Innen dar.
- In der Innenarchitektur präsentiert das Moodboard Materialien (z. B. Leder, Stoffe, Hölzer usw.), ggf. auch nur Digital, die bei der Umsetzung verwendet werden sollen.
- In der Fotografie zur Visualisierung von Produktionen.

## Funktion
Seinem Namen entsprechend vermittelt das Moodboard bevorzugt so genannte Anmutungsqualitäten, also die Atmosphäre, die Stimmung eines Entwurfs; wesentliche Aspekte, die verbal oder in Einzelbildern nur umständlich oder ungenau darzustellen sind. Dabei überzeugt ein Moodboard eher durch seinen unmittelbaren, intuitiv erfassbaren Gesamteindruck als durch die Besonderheit von Details oder inhaltliche Vollständigkeit. Fehlt die genannte Suggestivkraft, so kann daraus oft auf einen Mangel der zu Grunde liegenden Idee geschlossen werden; daher eignet sich das Moodboard sehr gut zur Entwicklung, Überprüfung und Differenzierung von Konzepten. In disziplinübergreifenden Designprozessen dienen Moodboards der Balance zwischen Koordinationserfordernissen und schöpferischer Freiheit.
In Präsentationen ist das Moodboard wertvoll, weil auch skizzenhafte Ideen konkret visualisiert werden können, komplexe Inhalte werden im Wortsinne überschaubar. Die haptische Präsenz der Kartontafel kommt dem Bedürfnis vieler Designkunden nach „Anfassbarkeit“ entgegen und ist daher auch heute noch elektronischen oder gedruckten Ausführungen an Überzeugungskraft oft überlegen.